# جويل كابونغو
جويل كابونغو (بالدنماركية: Joel Kabongo)‏ هو لاعب كرة قدم دنماركي في مركز الدفاع، ولد في 5 أبريل 1998 في Albertslund Municipality ‏ في الدنمارك. شارك مع منتخب الدنمارك تحت 18 سنة لكرة القدم ومنتخب الدنمارك تحت 19 سنة لكرة القدم ومنتخب الدنمارك تحت 21 سنة لكرة القدم. أما مع النوادي، فقد لعب مع نادي بروندبي ونادي راندرس ونادي فريماد أماغر.

## وصلات خارجية
- جويل كابونغو على موقع قاعدة بيانات كرة القدم.إي يو (الإنجليزية)
- جويل كابونغو على موقع Soccerway.com (الإنجليزية)